# Itō Sōzan
Itō Sōzan est un nom japonais traditionnel ; le nom de famille (ou le nom d'école), Itō, précède donc le prénom (ou le nom d'artiste).
Itō Sōzan (伊藤 総山) est un peintre d'ukiyo-e japonais né en 1884. 

## Production
Il est l'auteur d'au moins vingt-huit dessins de fleurs, d'oiseaux et de carpes (genre dit kacho-e) imprimés entre 1919 et 1926 par Watanabe Shōzaburō, avant que Ohara Koson (Shoson) ne prenne sa suite dans cette partie du catalogue de Watanabe.
Sōzan, dont les œuvres restent ancrées dans la tradition du XIXe siècle et proches de la peinture, est considéré comme un artiste mineur du mouvement shin-hanga.